# Фервју (Јута)
Фервју (енгл. Fairview) град је у америчкој савезној држави Јута.

## Демографија
По попису из 2010. године број становника је 1.247, што је 87 (7,5%) становника више него 2000. године.
| Група             | 2000.         | 2010.         |
| Белци             | 1.103 (95,1%) | 1.186 (95,1%) |
| Афроамериканци    | 1 (0,1%)      | 0 (0,0%)      |
| Азијати           | 5 (0,4%)      | 3 (0,2%)      |
| Хиспаноамериканци | 25 (2,2%)     | 41 (3,3%)     |
| Укупно            | 1.160         | 1.247         |